# Sabina Guiliazova
Sabina Albértovna Guiliazova (en ruso: Сабина Альбертовна Гилязова; Katav-Ivánovsk, 30 de septiembre de 1994) es una deportista rusa que compite en judo.  Ganó dos medallas de bronce en el Campeonato Europeo de Judo, en los años 2021 y 2023, en la categoría de –48 kg.

## Palmarés internacional
| Campeonato Europeo | Campeonato Europeo    | Campeonato Europeo | Campeonato Europeo |
| Año                | Lugar                 | Medalla            | Categoría          |
| ------------------ | --------------------- | ------------------ | ------------------ |
| 2021               | Lisboa (Portugal)     | Medalla de bronce  | –48 kg             |
| 2023               | Montpellier (Francia) | Medalla de bronce  | –48 kg             |